# Sternentau
Sternentau. Die Pflanze vom Neptunmond est le dernier roman de science-fiction de Kurd Lasswitz paru en 1909.
Le récit, divisé en 26 chapitres, alterne entre le monde des humains et le monde des plantes.
Le roman se rapproche du conte philosophique par ses considérations spiritualistes sur la nature, la communication des plantes et l'évocation d'une culture et civilisation végétales.

## Résumé
Tandis que Hermann Kern, directeur des usines Hellborn, part en voyage d'affaires pour tenter d'obtenir le brevet de la résinite, un nouveau composé chimique qui pourrait avantageusement remplacer le caoutchouc en Allemagne, sa fille Harda arpente la campagne environnante jusqu'à son refuge préféré, le lieu dit « Le tombeau du Géant ». À sa grande surprise, elle y rencontre le docteur Eynitz qui étudie les plantes de cet endroit. Un spécimen l'intrigue tout particulièrement, une plante étonnante qui ne pousse que là, protégée par un lierre grimpant. Harda l'a baptisée « Rosée d'étoile » à cause de sa forme évocatrice. Après le départ des deux protagonistes, les plantes se mettent à tenir des propos philosophiques sur le monde des humains, le comparant au leur, tandis que d'autres végétaux se demandent si les humains ont été créés pour servir les plantes ou pour leur nuire.
Un soir, Harda assiste à un étrange phénomène : les spores de la « Rosée d'étoile » qu'elle avait rapportée de la forêt ont germé et les calices de la plante ont donné naissance à de petits êtres de lumière qui semblent parler une langue inconnue. Lorsqu'ils s'approchent d'elle, elle sombre dans un profond sommeil et croit entendre des voix qui lui parlent. Harda fait part de sa découverte au docteur Heynitz et tous deux en concluent que « Rosée d'étoile », la mystérieuse plante bleue, produit non pas des fruits, mais des êtres vivants qui pourraient fort bien être doués d'intelligence. Harda cherche alors à mettre à profit l'équipement technique des usines de son père pour mener plus loin ses recherches botaniques. À la nuit tombée, dans la forêt, le lierre assiste à la croissance rapide de Bio, la « Rosée d'étoile » originelle, qui se met bientôt à lui parler. La plante étrangère lui apprend que les êtres luminescents qui naissent de ses calices s'appellent des « Idones » et qu'ils ressemblent à de petits humains. Bio apprend aux arbres et autres plantes de la forêt qu'elle vient d'un monde lointain, une lune en orbite autour de la planète Neptune, et que ses spores ont parcouru l'immensité de l'espace jusqu'à la planète Terre.
Le docteur Eynitz et Harda sont installés dans le laboratoire de l'usine Hellborn et procèdent à toute une série d'observations au microscope sur des idones emprisonnés sous des cloches de verre. Le lendemain matin, lorsqu'ils entrent dans leur laboratoire, tout y est dévasté, les plaques photographiques ont été vandalisées et ils découvrent que l'un des Idones s'est échappé. Au cours de leurs recherches, Harda et le docteur Eynitz développent l'un pour l'autre de tendres sentiments qu'ils n'osent encore s'avouer, alors que tout le village croit Harda destinée par son père au Conseiller Frickhoff.
Tandis que Harda s'est réfugiée au « Tombeau des Géants » pour écrire à son oncle Geo et lui faire part de ses récentes découvertes, les plantes de l'endroit décident de lui parler à l'aide des pouvoirs psychiques des Idones. Harda et Ebah débattent de la place de l'homme dans la nature et de la grande unité du monde dont les hommes semblent s'être exclus d'eux-mêmes. Alors que les hommes évoluent de l'âme éternelle à l'âme individuelle, les végétaux ont un parcours spirituel inverse qui leur fait rejoindre le grand tout de l'univers.
Après son retour à la propriété familiale, Harda commence à redouter la nuit, craignant que les Idones ne s'immiscent dans son esprit. Au matin, elle reçoit une lettre du Conseiller Frickhoff qui lui fait une demande officielle de mariage avec l'accord de son père, ce qui la contrarie. Plus tard dans la journée, elle découvre avec le docteur Eynitz que le laboratoire a été saccagé et que les Idones peuvent secréter un acide très puissant. Désemparé, Harda se blottit dans les bras du docteur qui lui déclare sa flamme. Le lendemain, Harda reçoit la visite de son oncle Geo qu'elle attendait avec impatience. Geo lui fait comprendre qu'elle doit considérer les Idones non comme des animaux étranges, mais comme des êtres civilisés sous une autre forme.
Pendant ce temps, les Idones débattent sur le sort qu'ils doivent réserver aux humains après les mauvais traitements que certains de leurs congènères ont dû subir dans le laboratoire. Les uns souhaitent la destruction pure et simple de la race humaine qui donne une si piètre image d'elle-même en ne considérant le règne végétal seulement comme un moyen de subsistance, tandis que les autres désirent cohabiter avec la race des hommes, faisant valoir que la gravité et le climat terrestre n'a pas été fait pour prêter longue vie aux Idones et qu'il serait injuste de punir les hommes qu'ils perçoivent comme le moyen qu'a trouvé leur planète pour créer une civilisation.
À son retour, le père de Harda est très soucieux : la résinite, qui devait si avangeusement remplacer le caoutchouc, n'est pas aussi élastique que prévu et son manque d'élasticité la rend inapte à la production. Au même moment, le docteur Eynitz constate que la sève des « Rosées d'étoile » a des propriétés étonnantes et confie l'étude de cette sève au chimiste, le docteur Emmeier qui l'appelle aussistôté la Rorine, une abréviation de nom latin Ros stellarius Kern. L'étude du chimiste est concluante et Harda passe un marché avec son père pour la production de rorine. Harda avoue à son père son amour pour le docteur Eynitz et obtient son consentement.
Bio, la plante-mère des « Rosées d'étoile », se fane peu à peu et s'apprête à se fondre dans l'âme éternelle de l'univers, entraînant avec elle tous les autres Idones, tandis que Harda se fiance avec le docteur Eynitz et que sa sœur Sigi avoue à son père son amour pour le lieutenant Konrad Tielen.

## Personnages principaux
- Humains
  - Minna Blattner, tante de Harda, belle-sœur de Hermann Kern
  - Blomann, ouvrier victime d'un accident auprès des machines à vapeur
  - Brunnhausen, ami d'études du conseiller von Spachtel, membre du conseil d'administration des usines Pech de Hildenführ
  - Docteur Emmeyer, chimiste, spécialiste des plaques photographiques
  - Docteur Werner Eynitz, médecin et botaniste
  - Gelimer, vieux veilleur de nuit de la propriété Kern
  - Frickhoff, conseiller financier
  - Hermann Kern, ingénieur, directeur des usines Hellborn
  - Harda Kern, fille du professeur Kern
  - Sigi Kern, fille du professeur Kern, sœur de Harda
  - Milke, directeur-adjoint des usines Hellborn
  - Pätzold, chauffeur du professeur Kern
  - Annemi von Ratuch, fille de colonel, amie de Harda Kern
  - Anna Reiner, amie et cousine éloignée de Harda Kern
  - Geo Solve, parrain et voisin de Harda Kern, propriétaire du lieu-dit « Tombeau du Géant »
  - Conseiller von Spachtel, ami de la famille Kern
  - Lieutenant Thielen, prétendant de Sigi Kern
  - Gerda Wellmut, fille du maire, amie de Harda Kern

- Végétaux
  - Ebah : lierre grimpant
  - Hedo : bouture de Edah
  - Bio : un spécimen de « Rosée d'étoile »

- Idones
  - Elsu
  - Gret
  - Ildu
  - Adu

## Commentaires

### Portrait d'une époque
Le roman de science-fiction de Kurd Laßwitz brosse un portrait détaillé de la vie dans les provinces de l'Allemagne industrielle du début du XXe siècle. L'auteur y décrit les usines équipés d'imposantes machines à vapeur, avec leur lot d'accidents, les nombreux liens qui existaient déjà entre l'industrie et les milieux bancaires et financiers, la concurrence et la course aux brevets, la bienséance et l'éducation bourgeoise dans les milieux aisés, la pratique courante du tennis comme sport d'agrément par une classe industrielle favorisée. En arrière-plan, Kurd Laßwitz décrit la campagne environnante dans un style pastoral, avec ses torrents et ses montagnes.
Du point de vue technique, Kurd Laßwitz fait une brève allusion aux travaux du chimiste et physicien suédois Svante Arrhenius (1859-1927) et tire parti des développements récents de la photographie sur plaques photosensibles. Du point de vue sociologique, Kurd Laßwitz propose un personnage de jeune femme indépendante, Harda, qui rompt avec les traditions bourgeoises d'une époque où les mariages sont arrangés par les parents et le rôle de la femme confiné au foyer. Harda, jeune femme déjà émancipée pour l'époque, souhaite faire des études de botanique, ce qui choque tout son entourage. Son père, Hermann, est présenté sous les traits d'un chef d'entreprise soucieux de préserver ses intérêts par des brevets et à la recherche de toute nouvelle source de revenu. Enfin, le personnage central du docteur Eynitz représente le scientifique pointilleux, soucieux d'appliquer des méthodes rationnelles pour étudier des phénomènes luminescents, les Idones, que la population locale tend encore à rattacher à une forme de mythologie païenne en les appelant des elfes (voir le personnage du gardien de la propriété Kern).

### Civilisation végétale
Kurd Laßwitz met en scène des végétaux (arbres, lierres, fleurs, mousses) doués de conscience qui réfléchissent à la nature du règne végétal et le compare à ce qu'ils perçoivent du monde des « Marcheurs », noms que les végétaux donnent aux humains. L'auteur recrée pour les plantes de son roman toute une philosophie qui prend certains accents religieux dans la croyance en une âme universelle et éternelle dans laquelle s'abîme toute notion d'individualité. L'animisme ou psychologisme littéraire de Kurd Laßwitz est un écho des thèses et des écrits de Gustav Theodor Fechner, un philosophe et physicien. Gustav Fechner publia notamment en 1848 Nanna oder über das Seelenleben der Pflanzen (Nanna ou de la vie spirituelle des plantes).
Chez Kurd Laßwitz, les plantes jouissent d'une âme immortelle qui se transmet à leurs graines et à leurs jeunes pousses, ce qui les distingue des Hommes dont l'âme s'évanouit après leur mort. Le règne végétal des plantes du roman s'oppose philosophiquement au monde des humains, car il privilégie l'idée  d'une âme universelle au détriment de l'âme individuelle qui est le lot de la vie humaine. La conscience collective des  plantes et des Idones est partagée par tous et participe de l'esprit de la planète, perçue comme une entité nourricière et primaire. Kurd Laßwitz emprunte certaines des vues des végétaux au poète et philosophe Friedrich Schiller : « La vie est apparence et l'apparence est la vie. Personne ne tue personne. Tout exprime l'éternelle création. » La naissance, le devenir et la mort dans le règne végétal n'est que l'expression de la nature éternellement créée et recréée face à laquelle tout notion d'individualité s'évanouit. Le seul mode d'individuation du végétal est la floraison, qui la distingue de ses congénères, mais dont le but n'est que la reproduction de soi dans le flux éternel de la nature.

### SF didactique
Le roman de Kurd Laßwitz fait une grande place aux considérations botaniques scientifiques. Ces explications très didactiques font de ce roman une œuvre aux vertus pédagogiques. L'auteur insiste particulièrement sur la reproduction sexuée de certaines plantes, sur le besoin de lumière des plantes chlorophylliennes, sur la cryptogamie, sur l'histoire de la colonisation végétale de la Terre, sur les gamétophytes, le biotope, les associations de plantes et l'écosystème.

### Classicisme, romantisme et fleur bleue
La « Rosée d'étoile » est également appelée au cours du roman la « fleur bleue », ce qui la rapproche dans l'histoire littéraire de la célèbre « Blaue Blume » (Fleur bleue) du roman inachevé Heinrich von Ofterdingen (Henri d'Ofterdingen) de l'écrivain romantique allemand Novalis. Comme la plante extra-terrestre de Kurd Laßwitz, le héros de Novalis aspire à une unité retrouvée entre l'homme et la nature. En ce sens, le roman de science-fiction de Kurd Laßwitz se situe dans la nette continuité du romantisme allemand, lui-même nourri des idées de Friedrich Schiller et Johann Wolfgang von Goethe. Les deux classiques allemands sont d'ailleurs explicitement évoqués par l'auteur, tout d'abord avec une allusion directe au poème philosophique de Friedrich Schiller intitulé Das Ideal und das Leben (L'idéal et la vie), puis avec une large citation tirée du monologue de Faust dans la pièce du même nom, pendant la scène de la forêt (Wald und Höhle). Le personnage de Geo, l'oncle de Harda, qui semble être le double philosophique de l'auteur à l'intérieur du roman, n'omettra pas à cette occasion de souligner le rôle d'éclaireur du poète, seul être capable de retisser le lien déchiré entre l'homme et le nature.

## Éditions françaises
Le roman de Kurd Laßwitz n'a pas été traduit en français à ce jour (2015).